# Port lotniczy Bintulu
Port lotniczy Bintulu (IATA: BTU, ICAO: WBGB) – port lotniczy położony 5,5 km na południowy zachód od Bintulu, na Borneo, w Malezji.